# كانون ستريت

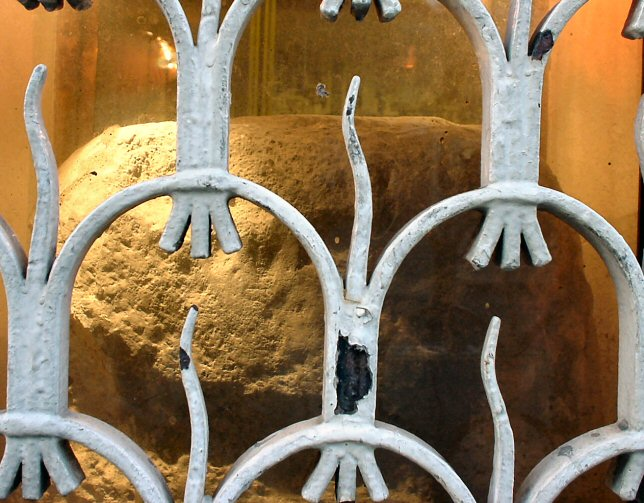
«صخرة لندن»، وهي اليوم خلف سياج.

كانون ستريت هو شارع يقع في حي السيتي بلندن.
يقع في وسط منطقة المال والأعمال في لندن. من معالمه «صخرة لندن»، وهي صخرة غريبة لا يعرف أحد أصلها ولا تاريخها. يحاط بالصخرة الكثير من الأساطير ومنها أنها النقطة التي أجرى الرومان منها كل القياسات في الجزيرة البريطانية.